# Coulée verte René-Dumont
La coulée verte René-Dumont, anciennement Promenade plantée, est une voie verte et un parc linéaire du 12e arrondissement de Paris en France.

## Situation et accès
Située sur le tracé d'une ancienne voie ferroviaire, cette voie verte s'étend de la place de la Bastille au boulevard périphérique, porte de Montempoivre.
La partie occidentale de la promenade située sur le viaduc des Arts est accessible par des escaliers et des ascenseurs à divers endroits de l'avenue Daumesnil ; elle est réservée aux piétons. La partie orientale, en contrebas des rues, est aménagée pour permettre la circulation séparée des piétons et des cyclistes.
Les stations de métro les plus proches de cet espace vert sont Bastille (lignes 1, 5 et 8), Gare de Lyon (lignes 1 et 14), Montgallet (ligne 8), Daumesnil (lignes 6 et 8) et Bel-Air (ligne 6).

## Historique

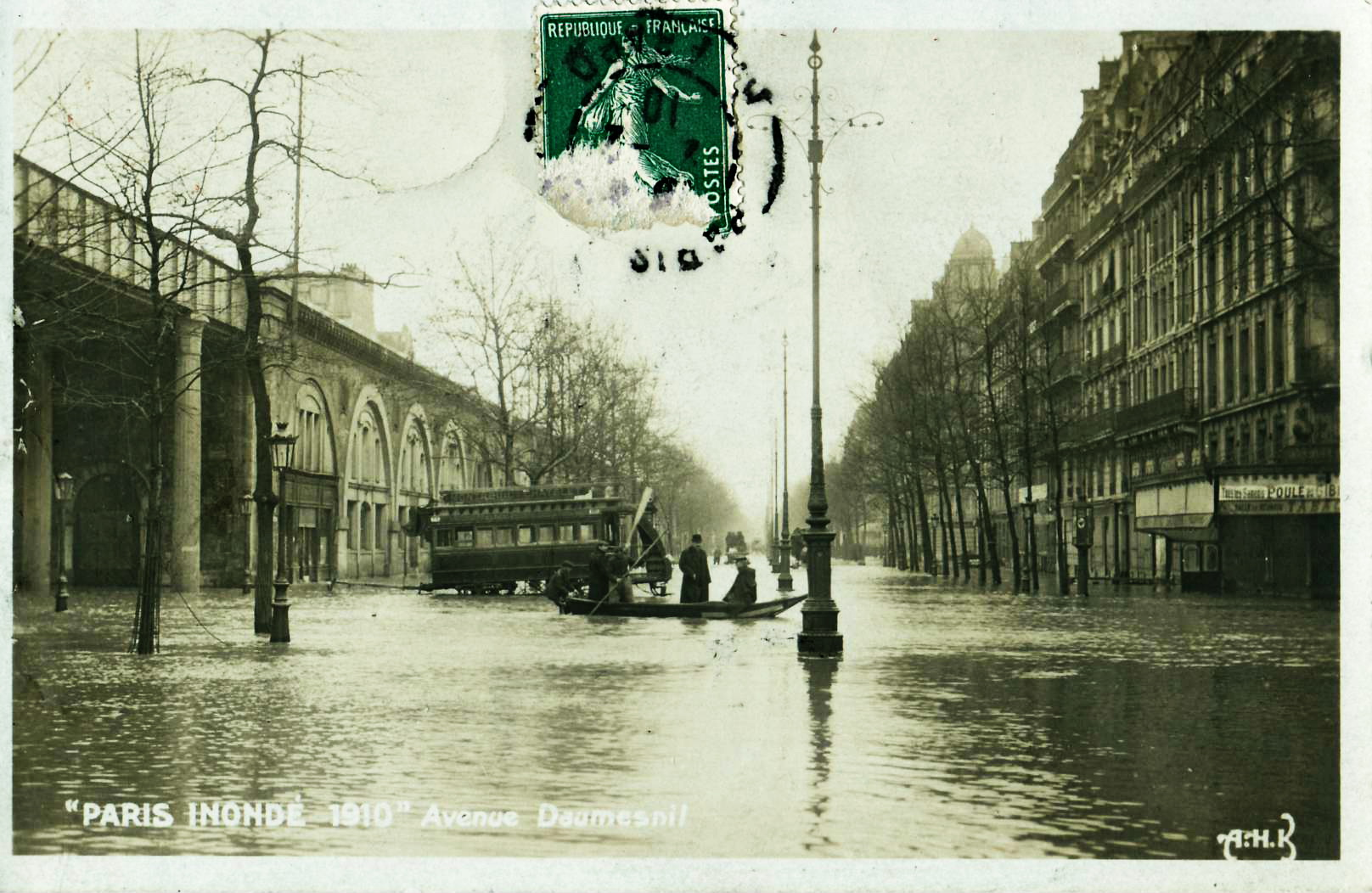
L'ancienne ligne de Vincennes (à gauche) au niveau de l'avenue Daumesnil lors des inondations de 1910.

La coulée verte emprunte le tracé parisien de l'ancienne ligne de Vincennes, qui relie à partir de 1859 la gare de la Bastille à Verneuil-l'Étang en passant par Vincennes. Désaffectée en 1969, une partie est intégrée au RER A, tandis que le tronçon Paris-Vincennes reste à l'abandon.
La zone est réaménagée à partir des années 1980. En 1984, la gare de Paris-Bastille est démolie pour laisser place à la construction de l'opéra Bastille. La ZAC Reuilly est conçue à partir de 1986 ; située entre l'avenue Daumesnil et les rues Montgallet et de Reuilly, elle vise à réintégrer l'emprise ferroviaire de la gare de marchandise de Reuilly en réaménageant le quartier autour d'espaces verts,. Le projet de la promenade est mis en place au même moment afin de réutiliser le reste de la ligne désaffectée, entre Bastille et la porte de Montempoivre.

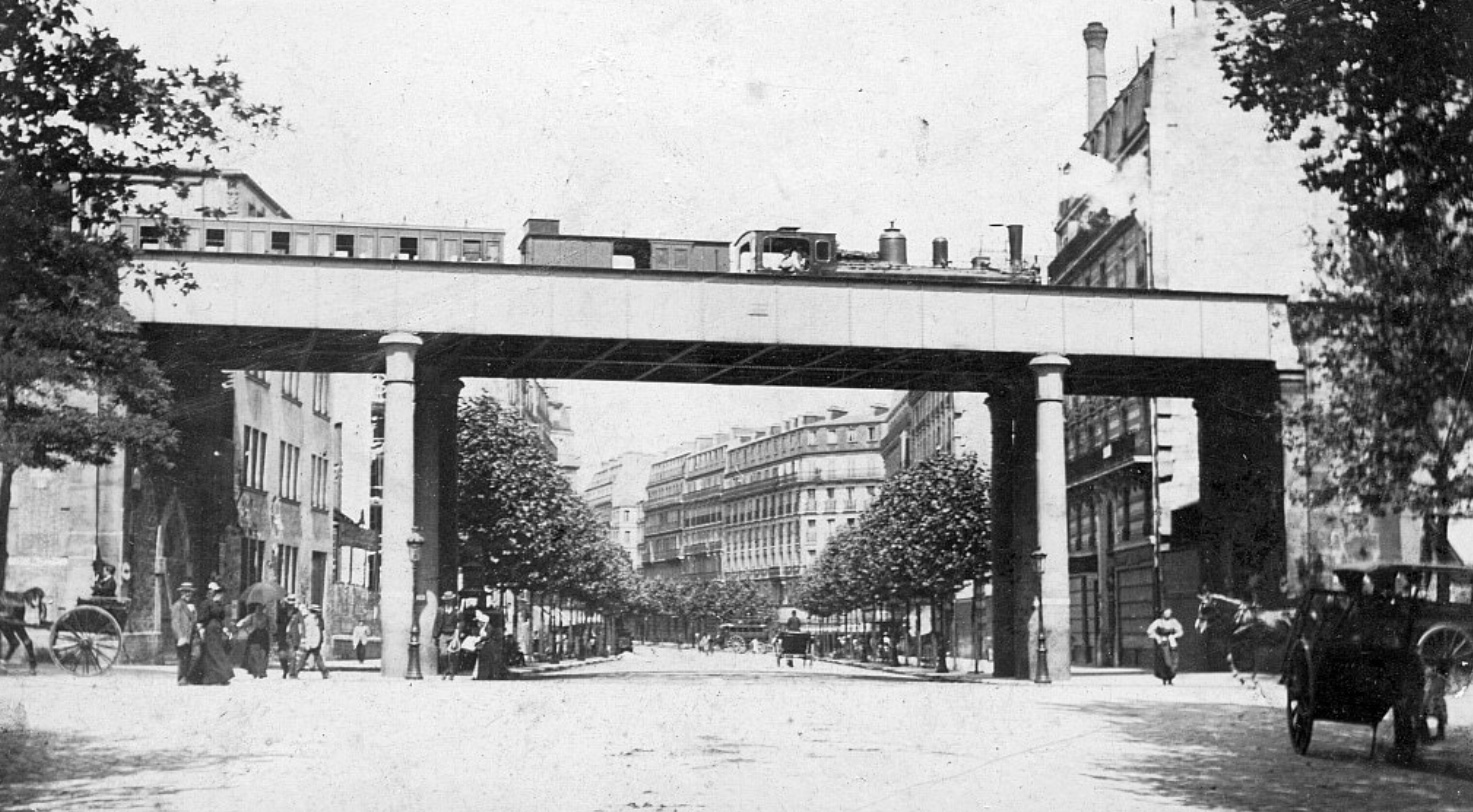
Train sur le viaduc au niveau de l’avenue Ledru-Rollin, fin XIXe siècle.

La Promenade plantée est créée à partir de 1988 par le paysagiste Jacques Vergely et l'architecte Philippe Mathieux ; elle est inaugurée en 1993. Les arcades du viaduc des Arts sont réhabilitées en 1989 par l'architecte Patrick Berger. Sur le trajet, le square Charles-Péguy est inauguré en 1989, le jardin de Reuilly est conçu entre 1992 et 1998, le jardin de la gare de Reuilly est créé en 1995.
Depuis juillet 2009 (vœu adopté par le Conseil de Paris) et officiellement depuis mars 2013 (commission d'attribution des noms), la promenade plantée  s'appelle désormais « coulée verte René-Dumont », du nom de l'agronome français René Dumont (1904-2001), qui fut par ailleurs, en 1974, le premier candidat écologiste à une élection présidentielle.

## Caractéristiques
La coulée est un long espace vert qui suit le tracé de l'ancienne voie ferroviaire de la ligne de Vincennes. Débutant au niveau de l'opéra Bastille au début du viaduc des Arts, elle suit une bande de terrain de 4,7 km de long jusqu'au boulevard périphérique au niveau de la porte de Montempoivre (précisément à la jonction du boulevard Carnot, de l'avenue Émile-Laurent et de la rue Édouard-Lartet où l'on y accède soit par un escalier moderne en colimaçon, soit par une pente douce). Elle est agrémentée de fontaines Wallace.
À partir de Bastille, la promenade suit tout d'abord un trajet sud-est sur le viaduc des Arts, à une dizaine de mètres au-dessus de l'avenue Daumesnil.

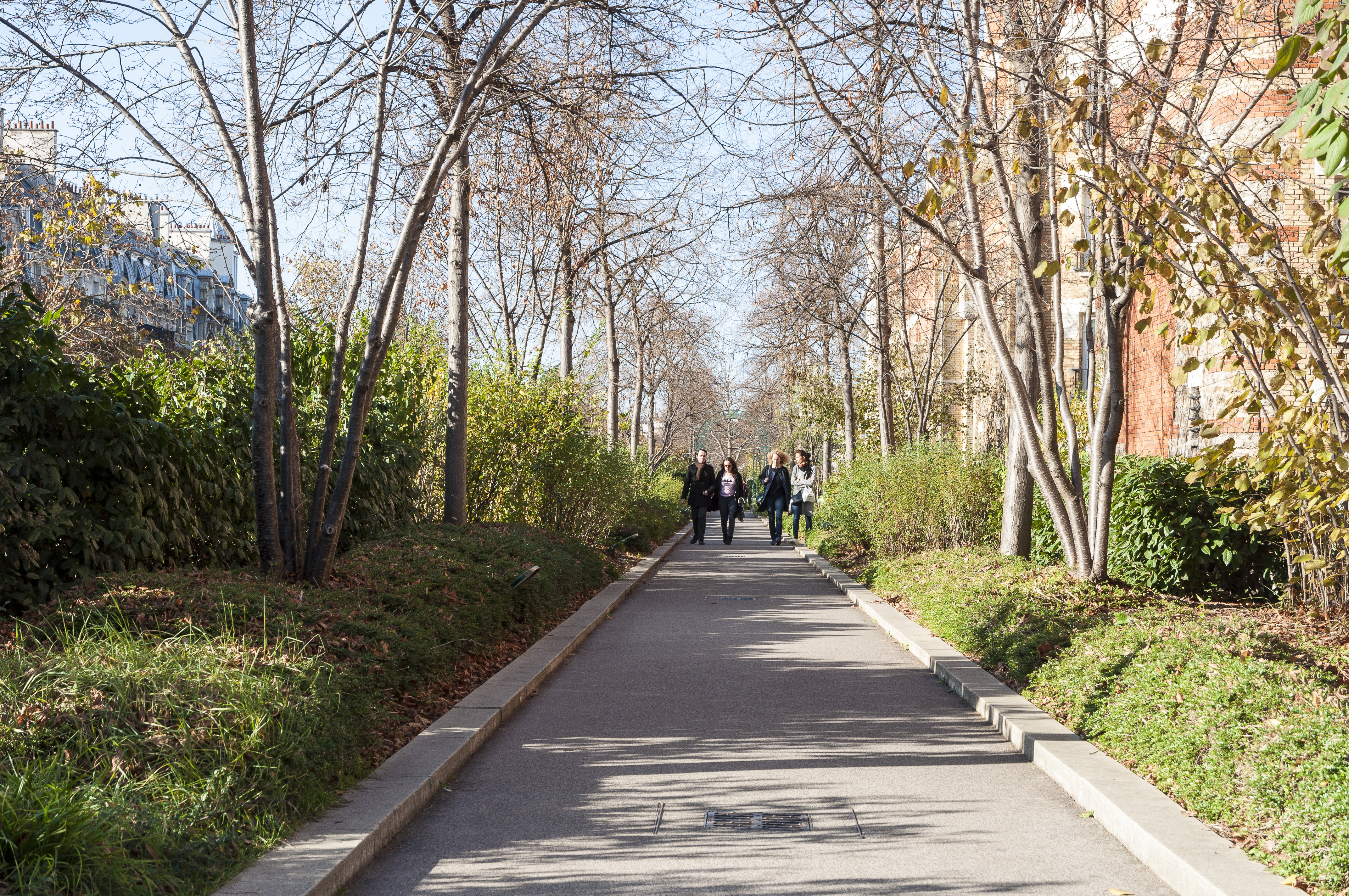
Allée bordée de végétation.
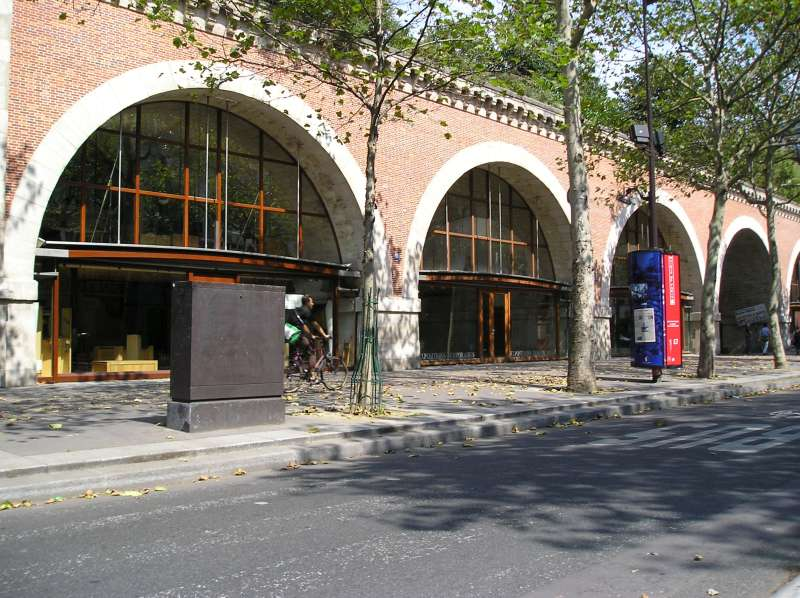
Le viaduc des Arts vu de l'avenue Daumesnil.
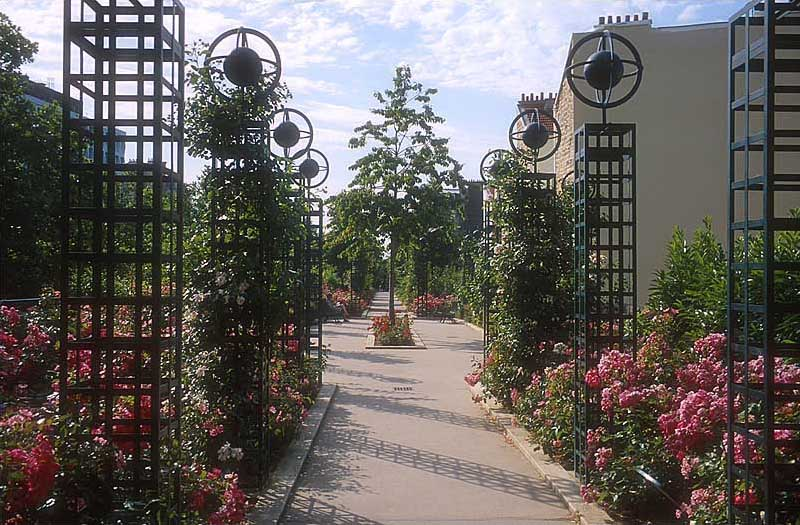
Une vue de la Promenade plantée, sur la portion surplombant le viaduc des Arts.
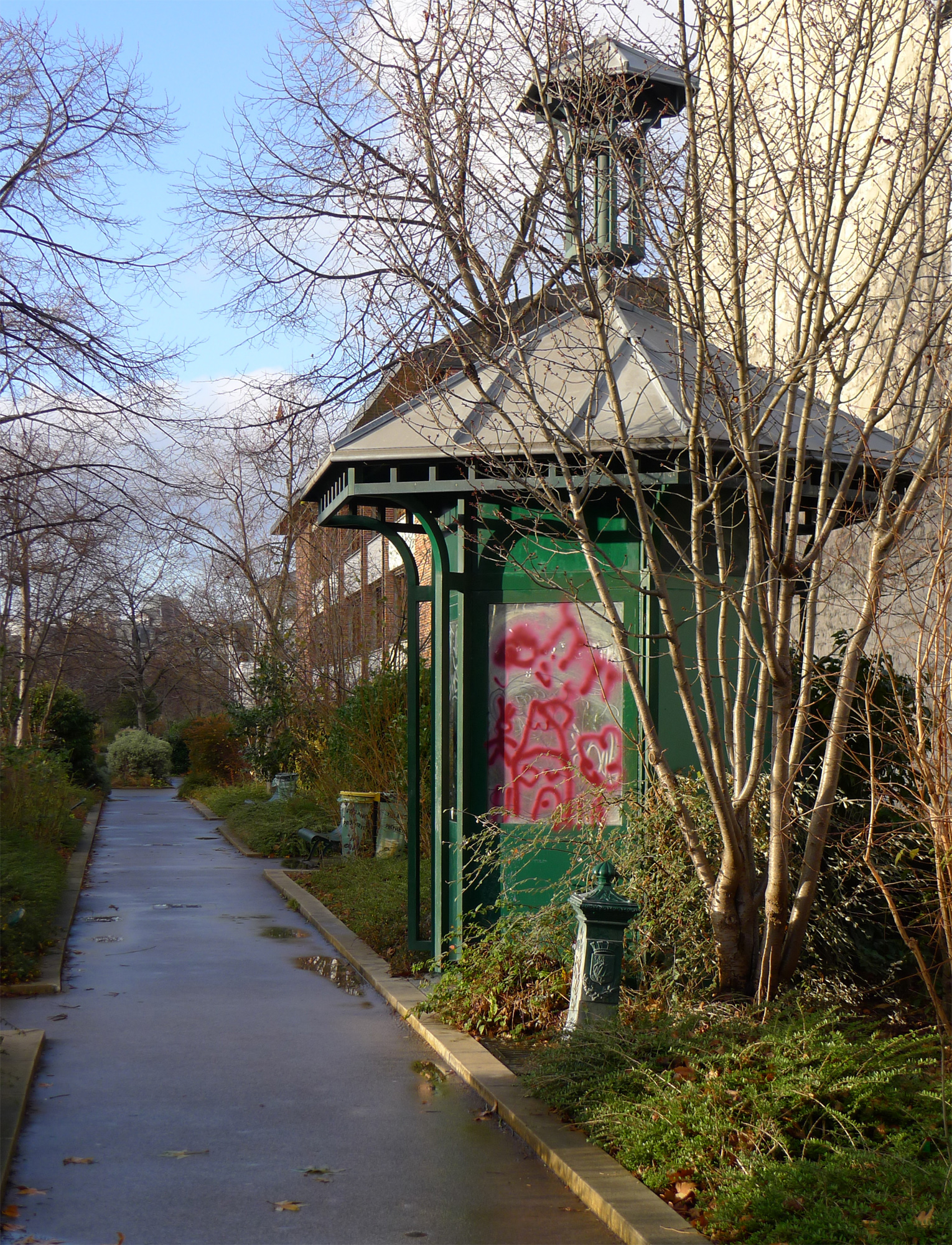
Mobilier urbain : guérite et fontaine Wallace.

La promenade franchit l'avenue Ledru-Rollin par un ancien pont ferroviaire. De ce pont est visible, dans l'alignement de l'avenue, l'église Saint-Antoine-des-Quinze-Vingts. Au niveau de la rue Montgallet et de la mairie du 12e arrondissement, elle passe au-dessus du jardin de Reuilly par la passerelle André-Léo et descend alors au niveau de la rue ; elle continue ensuite sous forme d'un mail sur l'allée Vivaldi.

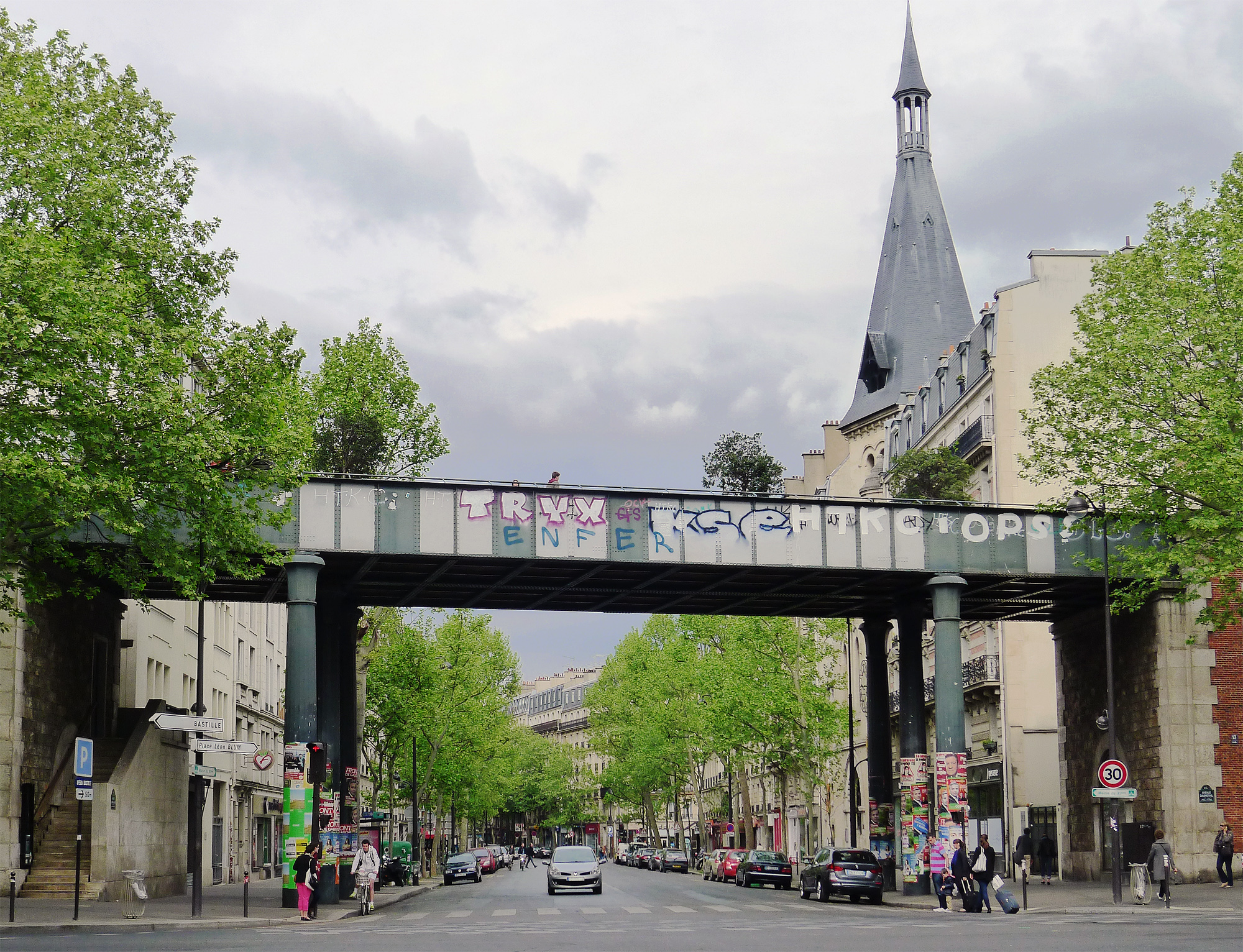
Ancien pont ferroviaire de la Promenade plantée franchissant l'avenue Ledru-Rollin.
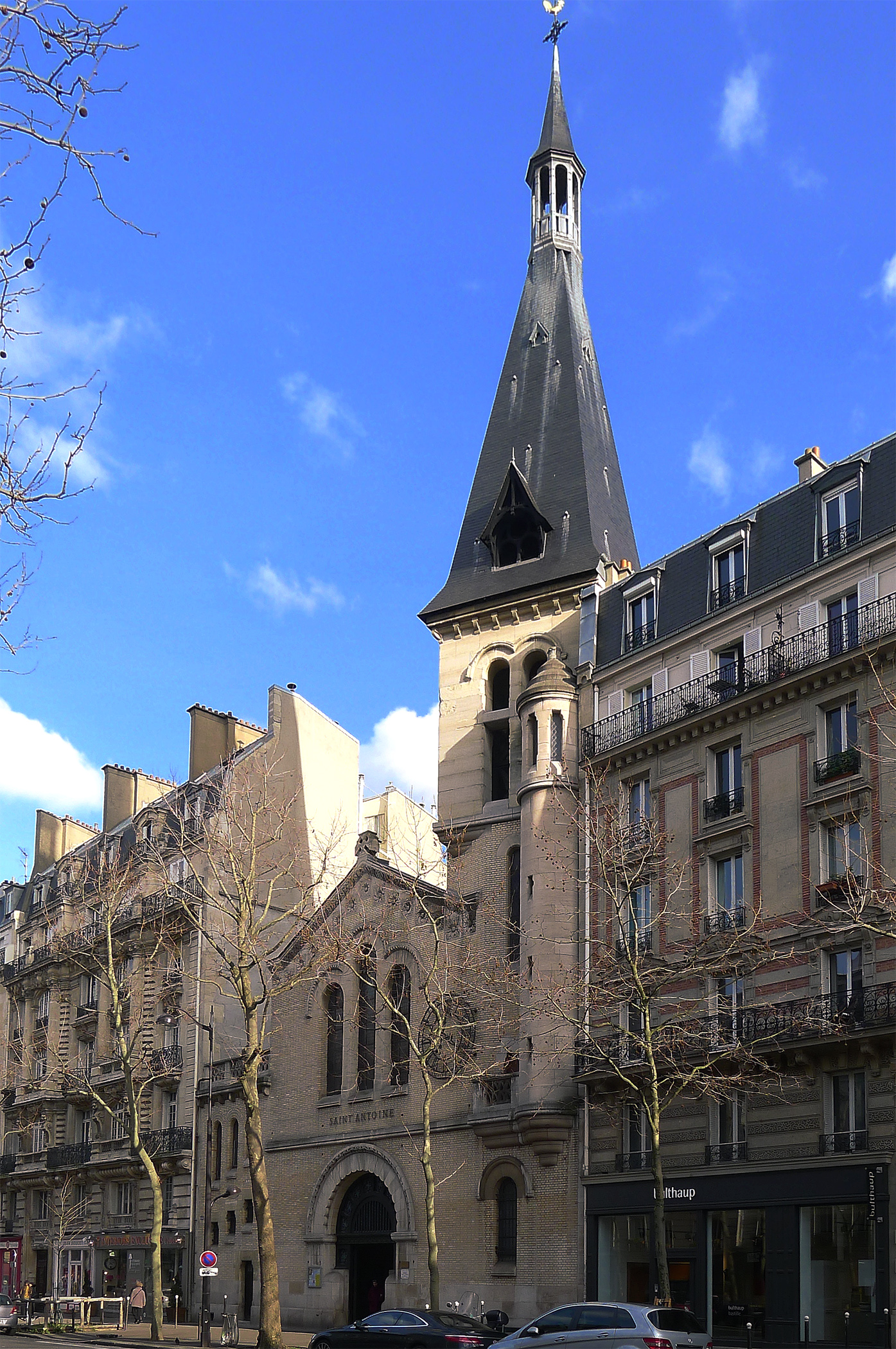
Église Saint-Antoine-des-Quinze-Vingts.
Vue de la passerelle André-Léo surplombant le jardin de Reuilly.
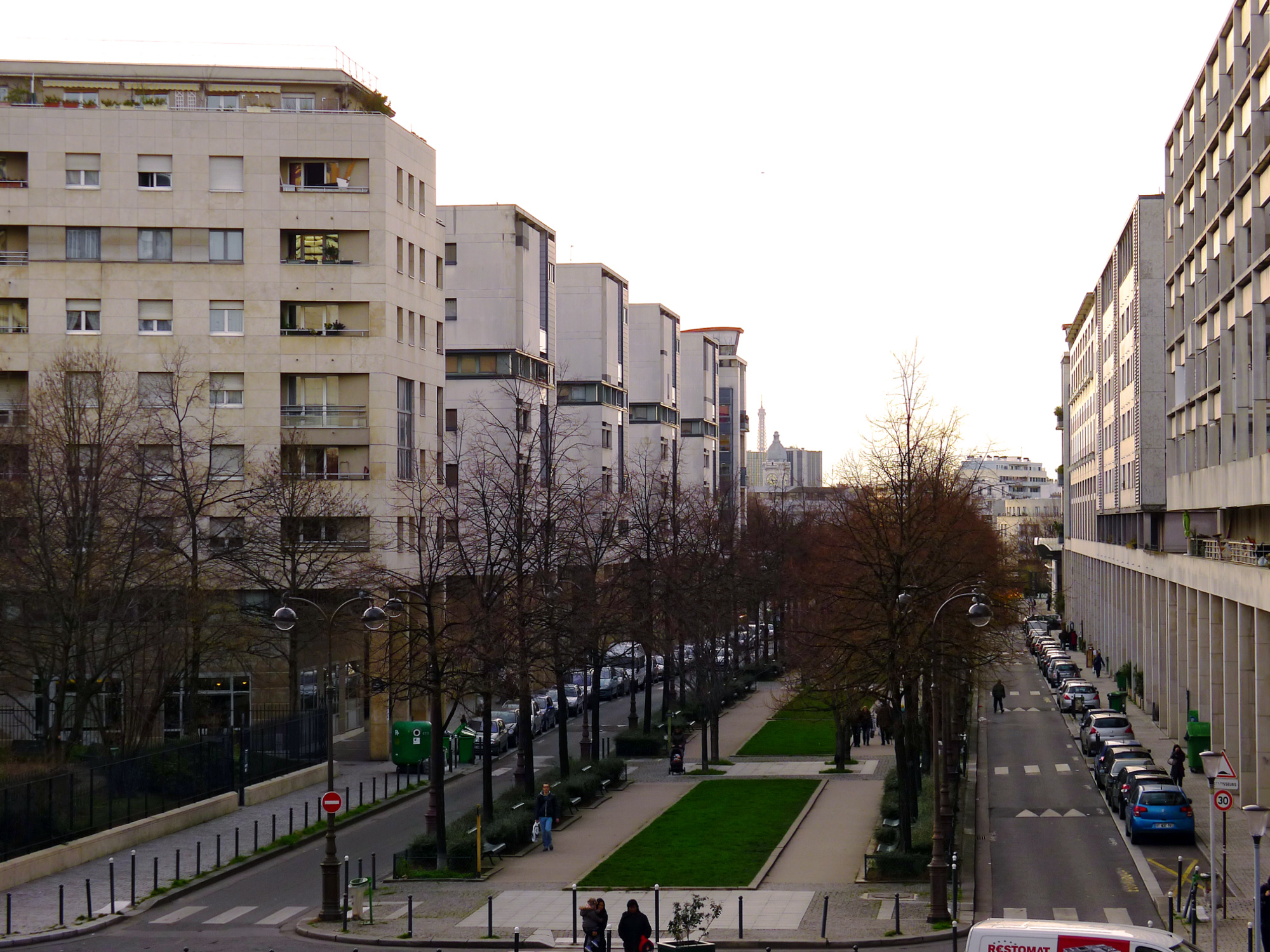
Le mail de l'allée Vivaldi.

À l'extrémité de celle-ci, elle oblique vers l'est et, après un tunnel sous la rue de Reuilly, suit l'ancienne tranchée ferroviaire en contrebas des rues et des immeubles avoisinants, repassant en tunnel à deux reprises : d'abord sous la rue de Picpus, puis sous le boulevard éponyme à hauteur de la station de métro Bel-Air sur la ligne 6, dont les quais surplombent la promenade. Au niveau de la rue du Sahel, le tracé se découpe : l'un des trajets poursuit vers l'est en direction du boulevard périphérique et la porte de Montempoivre, croisant l'avenue du Général-Michel-Bizot à hauteur de voirie ; le second franchit cette dernière par un pont et oblique vers le sud via l'ancienne voie de raccordement à la ligne de Petite Ceinture jusqu'au square Charles-Péguy, puis se poursuit au-delà pour rejoindre la Petite Ceinture du 12e, ouverte au public entre la porte de Saint-Mandé et la porte de Charenton.
Outre le jardin de Reuilly et le square Charles-Péguy, la coulée verte est également agrémentée du jardin de la Gare-de-Reuilly et du jardin Hector-Malot. En elle-même, la promenade recouvre 3,7 hectares.

## Influences, postérité et arts
S'il existe d'autres exemples de lignes ferroviaires désaffectées reconverties en parc ou en promenade, la coulée verte René-Dumont est le premier espace vert bâti en hauteur sur un viaduc. New York a également reconverti une portion de la High Line Park en un parc inauguré en 2009 inspiré de la Promenade plantée parisienne ; des transformations similaires sont prévues dans diverses villes (Saint-Louis, Philadelphie, Jersey City, Chicago, Rotterdam…). À Paris même, la Promenade plantée n'est pas le seul espace vert construit sur une emprise ferroviaire désaffectée : dans le 16e arrondissement, entre la porte d'Auteuil et la station de métro La Muette, une partie de la ligne d'Auteuil est transformée en promenade ; dans le 17e, la promenade Pereire suit le parcours de la ligne de Petite Ceinture. En banlieue à Colombes, la coulée verte de Colombes reprend le même principe.
La coulée verte est l'un des décors du film Before Sunset, réalisé par Richard Linklater en 2004 et dans lequel jouent Ethan Hawke et Julie Delpy. On peut également la voir dans le film Situation amoureuse : C'est compliqué, réalisé par Manu Payet et Rodolphe Lauga, sorti en 2014. Le clip Ailleurs de Keren Ann, réalisé par Émilie Chedid, a été tourné sur la coulée verte.